# 大阪天満宮駅

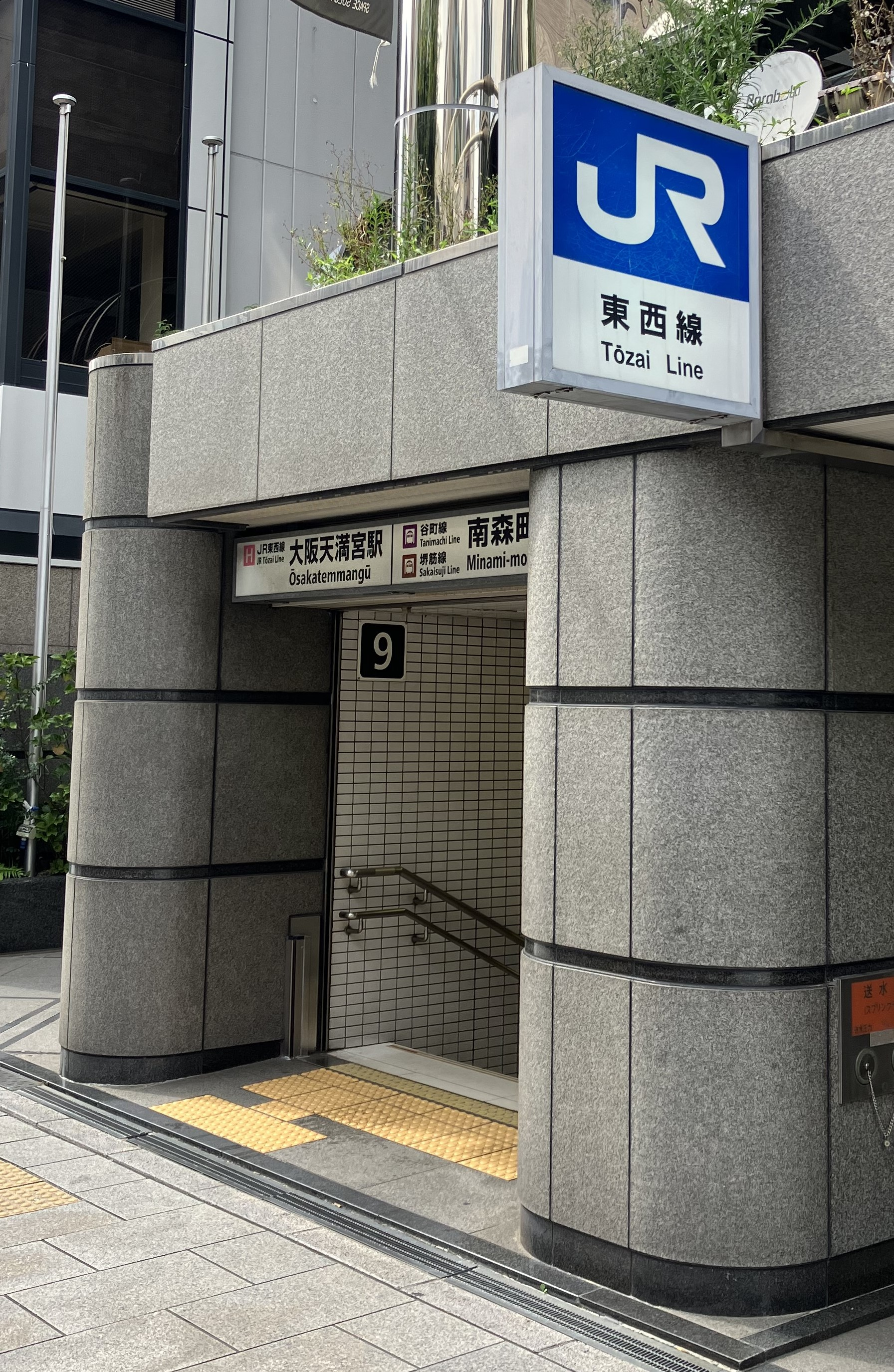
大阪天満宮駅地上出入口9号

大阪天満宮駅（おおさかてんまんぐうえき）は、大阪府大阪市北区東天満二丁目にある、西日本旅客鉄道（JR西日本）JR東西線の駅である。駅番号はJR-H43。駅シンボルは、大阪天満宮の神紋に因み、「梅」である。駅カラーは薄藍である。

## 当駅周辺の路線
以下の路線とも近接している。なお、当駅の駅名標には（地下鉄谷町線 堺筋線 南森町駅）の表記がある。当駅の計画段階の仮称も「南森町」であった。
- 大阪市高速電気軌道 (Osaka Metro) - 南森町駅
  -  谷町線（駅番号：T21）
  -  堺筋線（駅番号：K13）

なお、地下鉄側の車内自動放送では「JR東西線は乗り換えです」と線名を添えて案内される。JR東西線が開業した当初は「JR線」で案内されていたが、後に現在のように改められている。これは、同じJRの別路線と接続する東梅田駅や扇町駅との区別のためである。

## 歴史
- 1996年（平成8年）5月16日：駅名を「大阪天満宮駅」に決定。仮駅名は「南森町駅」であった[4]。
- 1997年（平成9年）3月8日：JR東西線の尼崎駅 - 京橋駅間の全線開通と同時に開業[2]。Jスルーが導入される[2]。
- 2003年（平成15年）11月1日：ICカード「ICOCA」の利用が可能となる[5]。
- 2011年（平成23年）3月8日：JR宝塚・JR東西・学研都市線運行管理システム導入。接近メロディ導入。
- 2012年（平成24年）3月28日：可動式ホーム柵の使用を開始。
- 2018年（平成30年）3月17日：駅ナンバリングが導入される。
- 2022年（令和4年）
  - 9月24日：みどりの窓口の営業を終了[6]。
  - 9月25日：みどりの券売機プラスを導入[6]。

## 駅構造
島式ホーム1面2線を有する地下駅。8両編成対応。双方とも、京橋寄り1両分（8両編成の8号車部分）はホーム扉がなく、停車しない。改札口は東西2ヶ所。トイレは東改札内。地上への出入口は京橋寄りに2ヶ所、北新地寄りに1ヶ所。さらにコンコース北新地寄りの連絡通路から前述の地下鉄南森町駅へつながっている。
直営駅（京橋統括駅の被管理駅）かつICOCA利用可能駅（相互利用可能ICカードはICOCAの項を参照）。
2012年3月28日、JR東西線では北新地駅に続いて2番目にホーム扉（腰高式）が設置された。この際に京橋寄りの8号車部分は柵で仕切られ、立ち入りできなくなっている。

### のりば
| のりば | 路線     | 方向 | 行先                       |
| ------ | -------- | ---- | -------------------------- |
| 1      | JR東西線 | 下り | 北新地・尼崎方面           |
| 2      | JR東西線 | 上り | 京橋・四条畷・松井山手方面 |

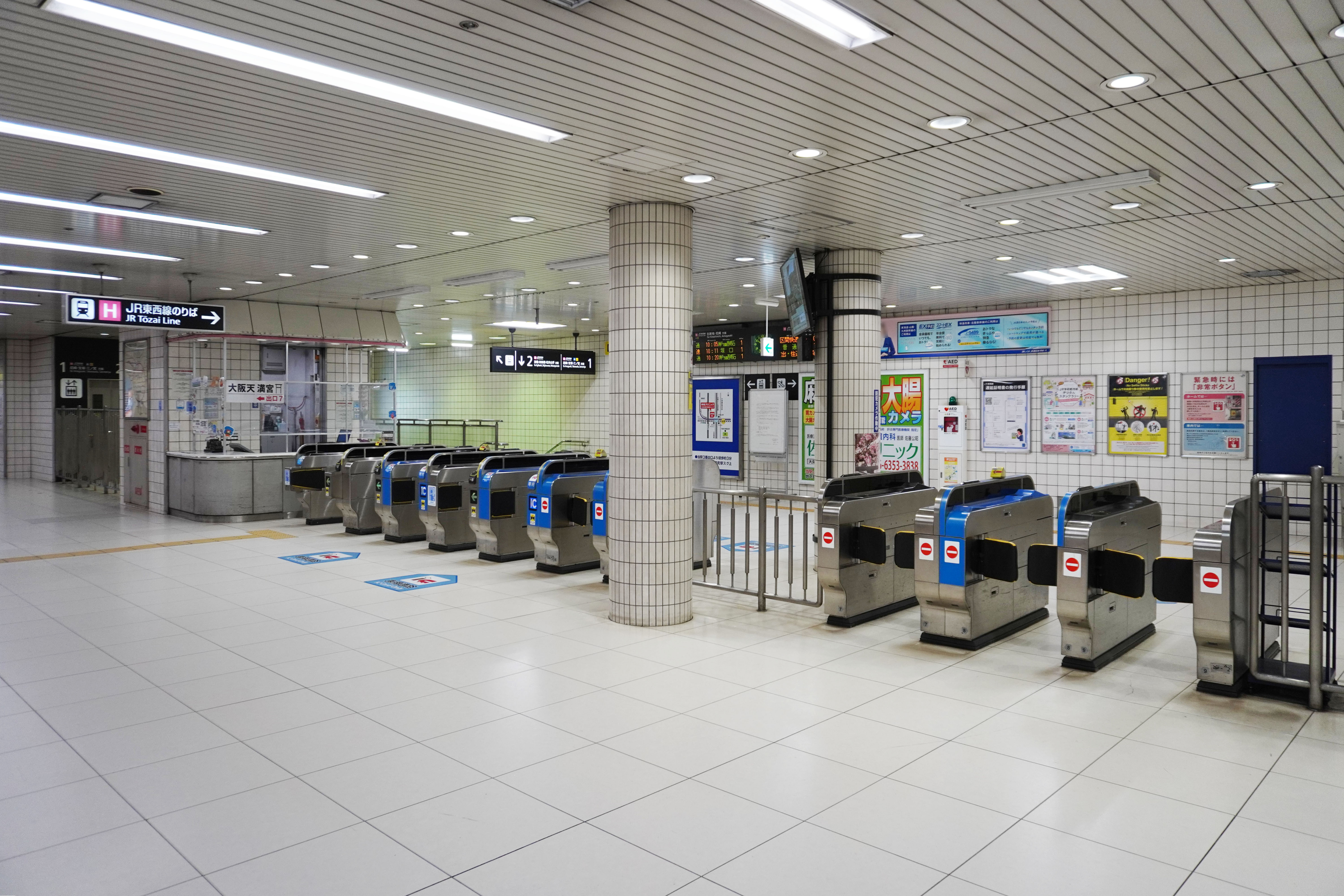
西改札口（2023年2月）
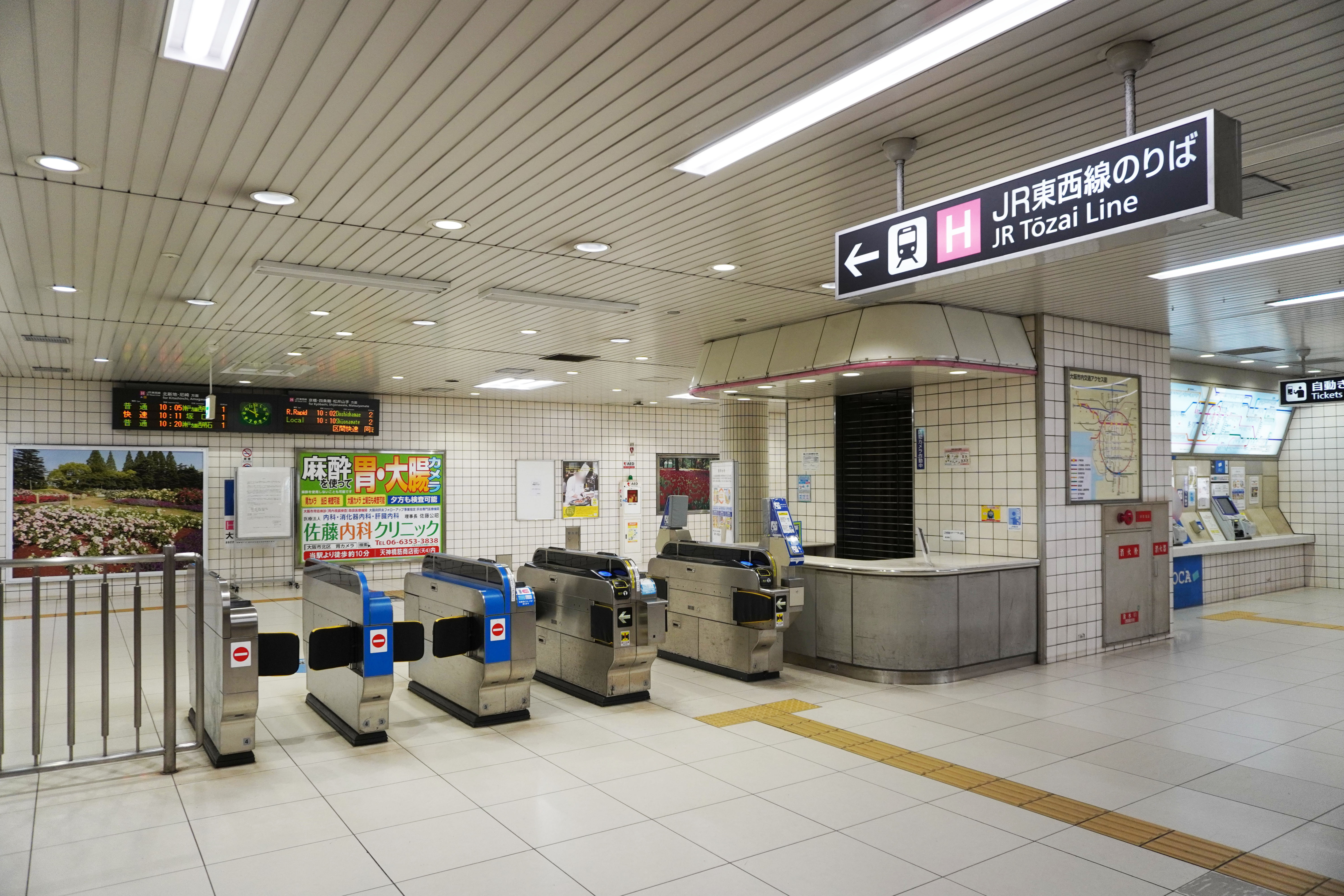
東改札口（2023年2月）
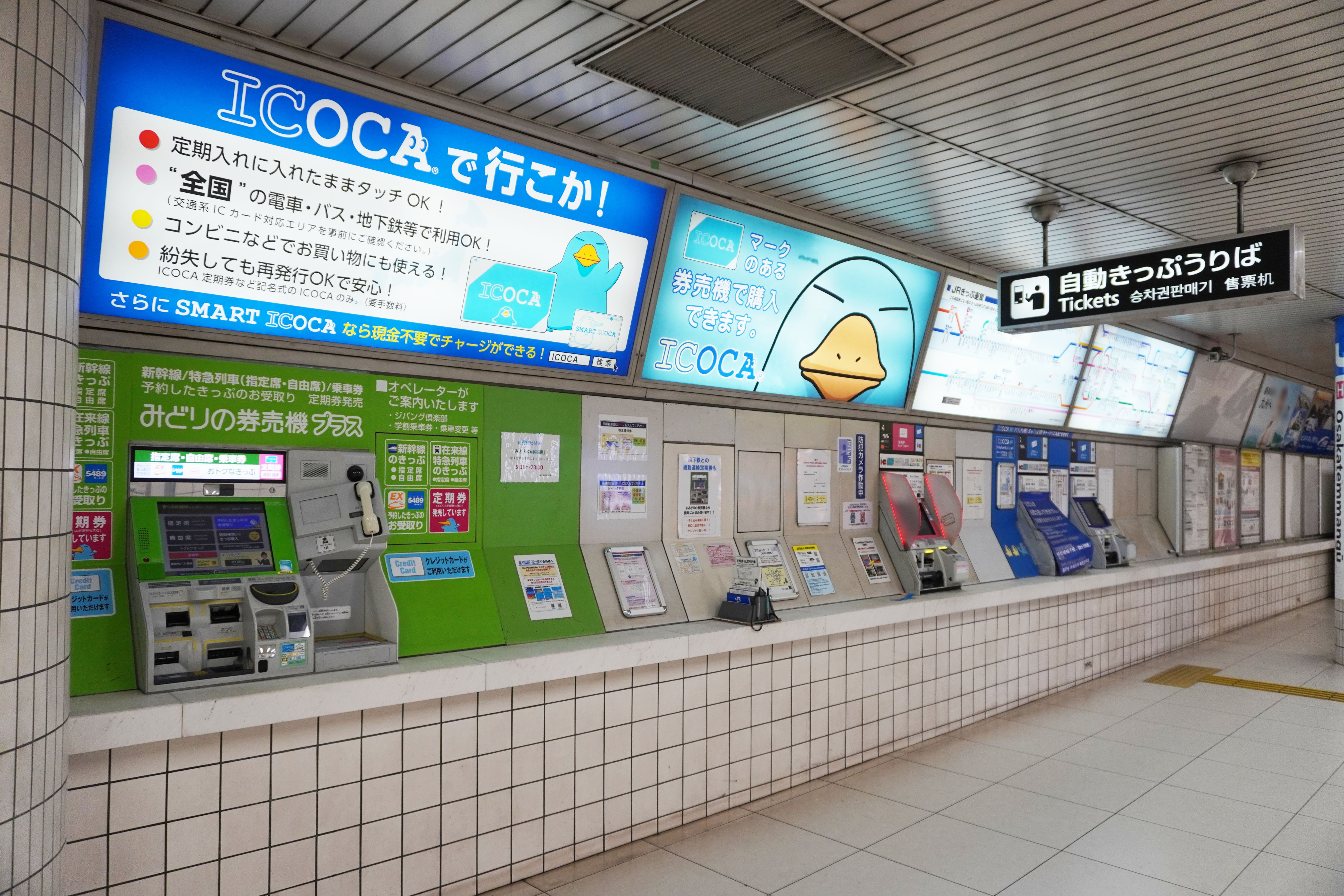
切符売り場（2023年2月）
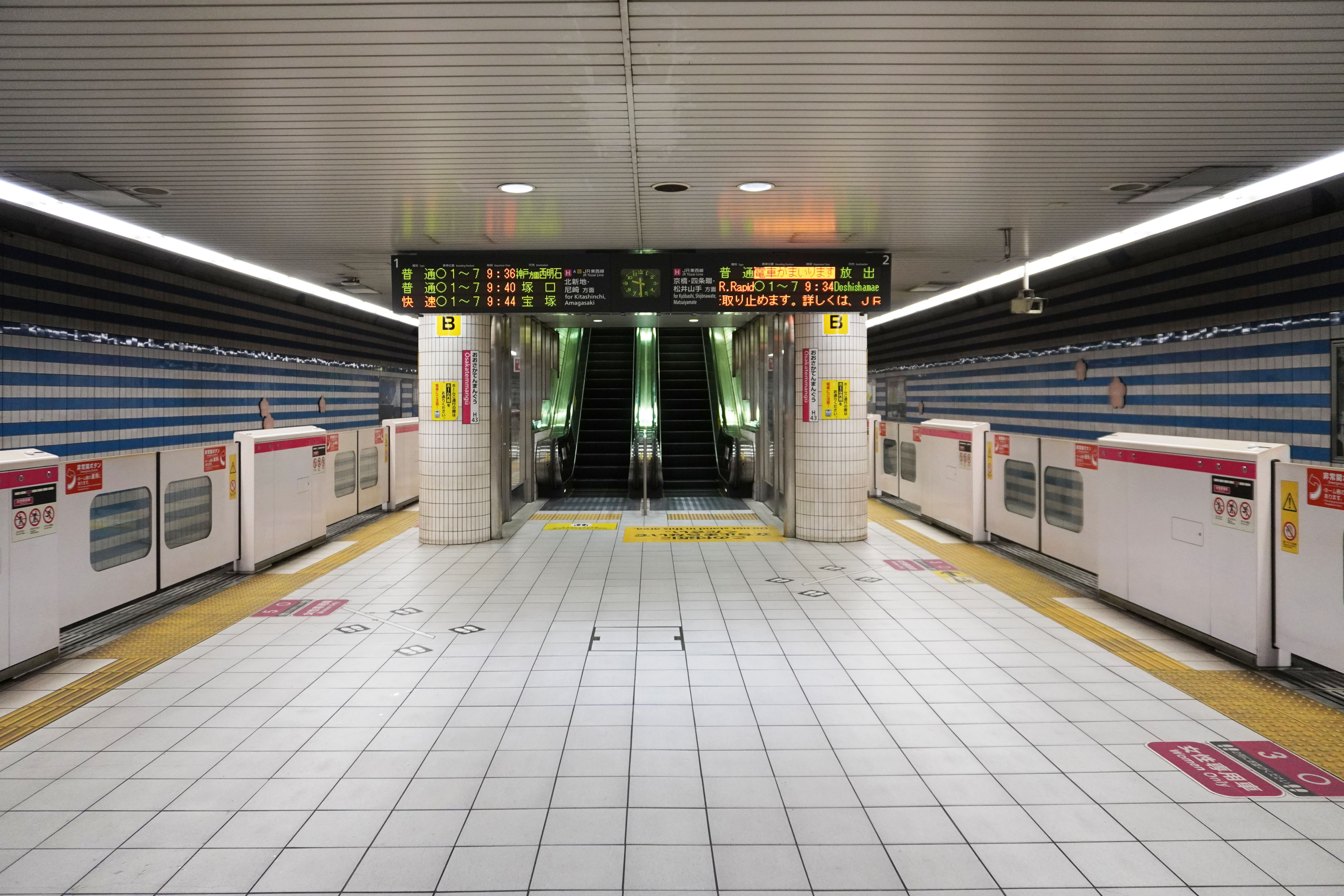
ホーム（2023年2月）

## 利用状況
2023年（令和5年）度の1日の平均乗車人員は23,140人で、JR西日本の駅の中では大正駅に次いで第34位である。
開業後各年度の1日平均乗車人員は下表の通り。
| 年度               | 1日平均 乗車人員 | 増減率 | 順位 | 定期利用状況 | 定期利用状況 | 出典      | 出典          |
| 年度               | 1日平均 乗車人員 | 増減率 | 順位 | 1日平均      | 定期率       | JR        | 大阪府        |
| ------------------ | ---------------- | ------ | ---- | ------------ | ------------ | --------- | ------------- |
| 1997年（平成09年） | 16,080           |        |      | 9,978        | 62.1%        |           | [ 大阪府 1 ]  |
| 1998年（平成10年） | 18,827           | 17.1%  |      | 12,178       | 64.7%        |           | [ 大阪府 2 ]  |
| 1999年（平成11年） | 19,941           | 5.9%   |      | 13,049       | 65.4%        |           | [ 大阪府 3 ]  |
| 2000年（平成12年） | 20,793           | 4.3%   |      | 13,797       | 66.4%        |           | [ 大阪府 4 ]  |
| 2001年（平成13年） | 21,053           | 1.3%   |      | 14,033       | 66.7%        |           | [ 大阪府 5 ]  |
| 2002年（平成14年） | 21,197           | 0.7%   |      | 14,269       | 67.3%        |           | [ 大阪府 6 ]  |
| 2003年（平成15年） | 21,788           | 2.8%   |      | 14,689       | 67.4%        |           | [ 大阪府 7 ]  |
| 2004年（平成16年） | 22,185           | 1.8%   |      | 15,130       | 68.2%        |           | [ 大阪府 8 ]  |
| 2005年（平成17年） | 22,286           | 0.5%   |      | 15,260       | 68.5%        |           | [ 大阪府 9 ]  |
| 2006年（平成18年） | 22,944           | 3.0%   |      | 15,614       | 68.1%        |           | [ 大阪府 10 ] |
| 2007年（平成19年） | 23,228           | 1.2%   |      | 15,815       | 68.1%        |           | [ 大阪府 11 ] |
| 2008年（平成20年） | 23,690           | 2.0%   |      | 16,039       | 67.7%        |           | [ 大阪府 12 ] |
| 2009年（平成21年） | 23,167           | -2.2%  |      | 15,762       | 68.0%        |           | [ 大阪府 13 ] |
| 2010年（平成22年） | 23,282           | 0.5%   |      | 15,873       | 68.2%        |           | [ 大阪府 14 ] |
| 2011年（平成23年） | 23,131           | -0.6%  |      | 15,736       | 68.0%        |           | [ 大阪府 15 ] |
| 2012年（平成24年） | 23,363           | 1.0%   |      | 15,802       | 67.6%        |           | [ 大阪府 16 ] |
| 2013年（平成25年） | 23,540           | 0.8%   | 40位 | 15,973       | 67.9%        | [ JR 1 ]  | [ 大阪府 17 ] |
| 2014年（平成26年） | 23,552           | 0.1%   | 41位 | 15,918       | 67.6%        | [ JR 2 ]  | [ 大阪府 18 ] |
| 2015年（平成27年） | 24,025           | 2.0%   | 41位 | 16,218       | 67.5%        | [ JR 3 ]  | [ 大阪府 19 ] |
| 2016年（平成28年） | 24,289           | 1.1%   | 41位 | 16,358       | 67.3%        | [ JR 4 ]  | [ 大阪府 20 ] |
| 2017年（平成29年） | 25,010           | 3.0%   | 36位 | 16,747       | 67.0%        | [ JR 5 ]  | [ 大阪府 21 ] |
| 2018年（平成30年） | 25,580           | 2.3%   | 34位 | 17,035       | 66.6%        | [ JR 6 ]  | [ 大阪府 22 ] |
| 2019年（令和元年） | 25,221           | -1.4%  | 35位 | 16,791       | 66.6%        | [ JR 7 ]  | [ 大阪府 23 ] |
| 2020年（令和02年） | 20,570           | -18.4% | 33位 | 14,589       | 70.9%        | [ JR 8 ]  | [ 大阪府 24 ] |
| 2021年（令和03年） | 20,652           | 0.4%   | 34位 | 14,259       | 69.0%        | [ JR 9 ]  | [ 大阪府 25 ] |
| 2022年（令和04年） | 22,014           | 6.6%   | 37位 | 14,662       | 66.6%        | [ JR 10 ] | [ 大阪府 26 ] |
| 2023年（令和05年） | 23,140           | 5.1%   | 34位 | 15,177       | 65.6%        | [ JR 11 ] | [ 大阪府 27 ] |

## 駅周辺
（南森町および南森町駅の記事も参照）
- 大阪天満宮（通称：天満天神）
- 真宗大谷派天満別院
- 浄信寺
- 浄蓮寺
- 浄教寺
- 国道1号（曽根崎通）
- 天神橋筋商店街
- 大阪府道・京都府道14号大阪高槻京都線
- 財務省所管 独立行政法人 造幣局大阪本局
- 大阪市立扇町総合高等学校
- 大阪市立堀川小学校
- 天満天神繁昌亭
- FM802
- 象印マホービン本社
- 東亜通商本社
- 関西高速鉄道本社
- WAKASUGI本社

駅の上を走る曽根崎通の歩道には無料の駐輪場が設置されている。

### バス路線
「南森町」停留所もしくは「堀川小学校前」停留所
- 駅西側に「南森町」、駅東側に「堀川小学校前」があり、どちらも曽根崎通（国道1号）上に設置されている。また、行先もどちらも同じである。詳しくは、南森町駅#バスを参照。

## その他
- 大阪天満宮の本社（本殿）は南向きであり、表門も境内の南側にある。当駅は天満宮の北にあるため、参拝の際は裏門から入り本社の後ろを通って行くことになる。
- 毎年4月に造幣局で開催される「桜の通り抜け」イベント時には、当駅が近隣の大阪城北詰駅、地下鉄谷町線・京阪本線天満橋駅と共に最寄り駅の一つとして案内される。

## 隣の駅
西日本旅客鉄道（JR西日本）
 JR東西線
■快速・■区間快速・■普通（すべてJR東西線内各駅停車）
大阪城北詰駅 (JR-H42) - 大阪天満宮駅 (JR-H43) - 北新地駅 (JR-H44)

### 記事本文

### 利用状況
1. ↑  データで見るJR西日本 - JR西日本
2. ↑  大阪府統計年鑑 - 大阪府
3. ↑  大阪市統計書 - 大阪市

#### データで見るJR西日本
1. ↑  データで見るJR西日本2014 (PDF)  - JR西日本（ウェイバックマシン）
2. ↑  データで見るJR西日本2015 (PDF)  - JR西日本（ウェイバックマシン）
3. ↑  データで見るJR西日本2016 (PDF)  - JR西日本（ウェイバックマシン）
4. ↑  データで見るJR西日本2017 (PDF)  - JR西日本
5. ↑  データで見るJR西日本2018 (PDF)  - JR西日本
6. ↑  データで見るJR西日本2019 (PDF)  - JR西日本
7. ↑  データで見るJR西日本2020 (PDF)  - JR西日本
8. ↑  データで見るJR西日本2021 (PDF)  - JR西日本
9. ↑  データで見るJR西日本2022 (PDF)  - JR西日本
10. ↑  データで見るJR西日本2023 (PDF)  - JR西日本
11. ↑  データで見るJR西日本2024 (PDF)  - JR西日本

#### 大阪府統計年鑑
1. ↑  大阪府統計年鑑（平成10年） (PDF)
2. ↑  大阪府統計年鑑（平成11年） (PDF)
3. ↑  大阪府統計年鑑（平成12年） (PDF)
4. ↑  大阪府統計年鑑（平成13年） (PDF)
5. ↑  大阪府統計年鑑（平成14年） (PDF)
6. ↑  大阪府統計年鑑（平成15年） (PDF)
7. ↑  大阪府統計年鑑（平成16年） (PDF)
8. ↑  大阪府統計年鑑（平成17年） (PDF)
9. ↑  大阪府統計年鑑（平成18年） (PDF)
10. ↑  大阪府統計年鑑（平成19年） (PDF)
11. ↑  大阪府統計年鑑（平成20年） (PDF)
12. ↑  大阪府統計年鑑（平成21年） (PDF)
13. ↑  大阪府統計年鑑（平成22年） (PDF)
14. ↑  大阪府統計年鑑（平成23年） (PDF)
15. ↑  大阪府統計年鑑（平成24年） (PDF)
16. ↑  大阪府統計年鑑（平成25年） (PDF)
17. ↑  大阪府統計年鑑（平成26年） (PDF)
18. ↑  大阪府統計年鑑（平成27年） (PDF)
19. ↑  大阪府統計年鑑（平成28年） (PDF)
20. ↑  大阪府統計年鑑（平成29年） (PDF)
21. ↑  大阪府統計年鑑（平成30年） (PDF)
22. ↑  大阪府統計年鑑（令和元年） (PDF)
23. ↑  大阪府統計年鑑（令和2年） (PDF)
24. ↑  大阪府統計年鑑（令和3年） (PDF)
25. ↑  大阪府統計年鑑（令和4年） (PDF)
26. ↑  大阪府統計年鑑（令和5年） (PDF)
27. ↑  大阪府統計年鑑（令和6年） (PDF)